# Ashlee Ankudinoff
Ashlee Ankudinoff (Sydney, 20 de agosto de 1990) é uma desportista australiana que compete no ciclismo na modalidade de pista, especialista nas provas de perseguição.
Ganhou 9 medalhas no Campeonato Mundial de Ciclismo em Pista entre os anos 2009 e 2019. Participou nos Jogos Olímpicos de Verão de 2016, ocupando o 5.º lugar na prova de perseguição por equipas.

## Medalheiro internacional
| Campeonato Mundial | Campeonato Mundial      | Campeonato Mundial | Campeonato Mundial      |
| Ano                | Lugar                   | Medalha            | Competição              |
| ------------------ | ----------------------- | ------------------ | ----------------------- |
| 2009               | Pruszków ( Polónia)     | Medalha de bronze  | Perseguição por equipas |
| 2010               | Ballerup ( Dinamarca)   | Medalha de ouro    | Perseguição por equipas |
| 2012               | Melbourne ( Austrália)  | Medalha de bronze  | Perseguição individual  |
| 2013               | Minsk ( Bielorrússia)   | Medalha de prata   | Perseguição por equipas |
| 2015               | Saint-Quentin ( França) | Medalha de ouro    | Perseguição por equipas |
| 2017               | Hong Kong ( China)      | Medalha de prata   | Perseguição individual  |
| 2017               | Hong Kong ( China)      | Medalha de prata   | Perseguição por equipas |
| 2019               | Pruszków ( Polónia)     | Medalha de ouro    | Perseguição individual  |
| 2019               | Pruszków ( Polónia)     | Medalha de ouro    | Perseguição por equipas |